# Burg Trebbin
Die Burg Trebbin war ein Wehrbau aus dem 13. Jahrhundert in der Stadt Trebbin im Landkreis Teltow-Fläming in Brandenburg. Im 21. Jahrhundert ist von dem Bauwerk lediglich der Keller erhalten geblieben, der Turmhügel steht als Bodendenkmal mit der Nummer 131083 unter Denkmalschutz.

## Lage
Das Stadtzentrum mit dem zentralen Marktplatz wird in West-Ost-Richtung im Wesentlichen von der Bundesstraße 246 sowie von der Berliner Straße erschlossen, die von Norden zuführt. Sie verläuft hinter der Kreuzung mit der B 246 in südlicher Richtung als Luckenwalder Straße weiter. Westlich der Straße stehen die Reste der Burganlage, die im amtlichen Verzeichnis mit der Hausnummer 10 geführt werden. Zum Zeitpunkt der Errichtung sicherte die Burg den Übergang der Nuthe zwischen den Hochflächen der Zauche und des Teltow.

## Geschichte

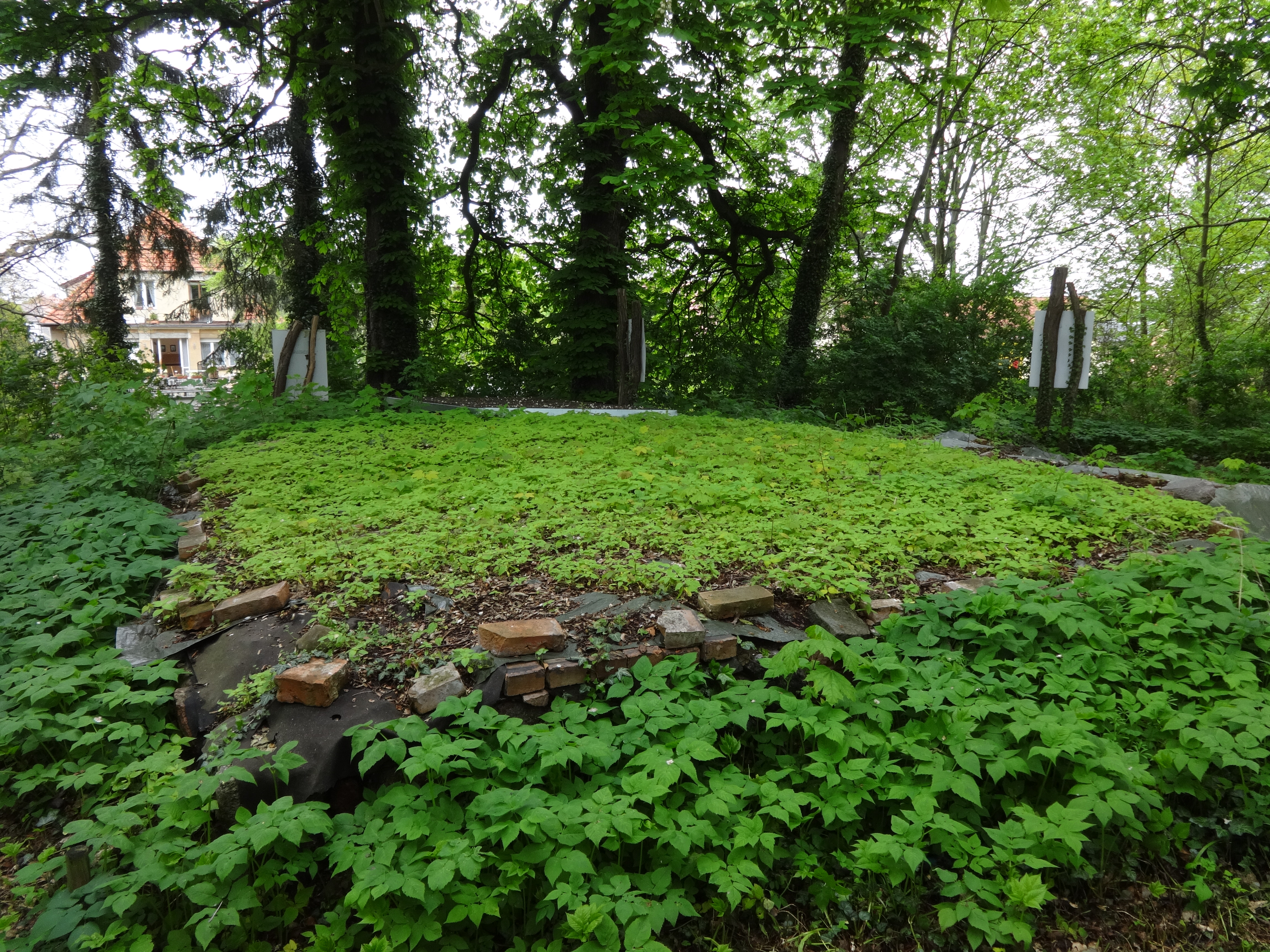
Burghügel, 2017

Der Heimatverein Trebbin weist in einer Informationsschrift zur Geschichte der Burg darauf hin, dass bislang unklar ist, wer und zu welchem Zeitpunkt die Burg errichten ließ. Er vermutet, dass der Magdeburger Ministerial Arnold von Ahlsleben die Burg erhalten haben soll. In seiner Funktion als Burgvogt soll er seinen Namen in Arnoldus von Trebbin geändert haben.
Das Institut für Archäologie, Denkmalkunde und Kunstgeschichte der Otto-Friedrich-Universität Bamberg hat gemeinsam mit dem Brandenburgischen Landesamt für Denkmalpflege und Archäologisches Landesmuseum in mehreren Untersuchungen die Geschichte des Bauwerks erforscht. Sie kommen zu dem Schluss, dass das Bauwerk bis mindestens 1233 im Besitz des Erzbistums Magdeburg war. Somit gehörte die Burg in dieser Zeit den beiden Brüdern Otto III. und Johann I., die bis 1266 gemeinsam als Markgrafen die Mark Brandenburg regierten. Als weitere Herrscher nach dieser Zeit werden im 13. Jahrhundert ein Werner von Arneburg sowie Sloteko von Görne genannt. Nach einem Brand im Jahr 1320 wurde sie 1323 vermutlich von Rudolf I. wiedererrichtet. In dieser ersten Zeit entstand auch ein erster Kellerraum mit einem Zugang aus Nordwesten, der von den Archäologen als K 0.02 bezeichnet wurde. Sie vermuten, dass er zu dieser Zeit flach gedeckt war.
In den beiden darauffolgenden Jahrhunderten wechselte der Besitz. Überliefert sind ein Ritter Valke von der Lisenitz, Ritter Musolff sowie Ludwig VI. Dieser zwang zwar den Falschen Woldemar zur Aufgabe, doch musste er sich dabei verschulden. Er verpfändete die Burg daher an Hermann von Redern, der das Anwesen an seinen Vetter Otto von Redern weitergab. Von dort gelangte es über die Familie Großen an den Vogt Nickel von Rechenberg. Im 15. Jahrhundert war die Burg unter anderem im Besitz von Hans von Torgau, die es Anfang des 15. Jahrhunderts als Pfand an Christoph von Maltitz nutzten. Vermutlich zu dieser Zeit wurde die Decke durch ein Tonnengewölbe ersetzt. Die von Maltitz setzten gemeinsam mit Friedrich von Nürnberg einen Hauptmann Paul von Murring ein. Als weitere Herren sind Achim Hake, Peter von Bredow, der Vogt Albrecht Kracht, Katharina von Sachsen sowie Balthasar von Schlieben überliefert. Im 16. Jahrhundert wechselten die Besitzer weiterhin. Zunächst war es der Kurfürstliche Rat Georg von Quast, anschließend Eitelwolf von Stein, die Kurfürstlichen Räte Dietrich Flantz, Heine Dobritz, Oberst Hans von Buck, der kurfürstliche Geheimrat Lewin von dem Knesebeck und Hans von Waldow.
Im Dreißigjährigen Krieg zerstörten Schweden die Burg. 1762 trugen Handwerker die Überreste ab und errichteten auf ihrem Fundament ein Amtshaus. Der Zugang zum Keller wurde verschlossen und ein zusätzlicher Raum K 0.01 ausgehoben. Der Durchgang wurde mit einem Gewände und einer Laibung aus Mauerstein errichtet; die Seitenwände des neuen Zugangsbereichs wie auch die Stufen der neu angelegten Treppe aus unbehauenen Findlingen. Im 18. Jahrhundert war das Amtshaus baufällig geworden und wurde ebenfalls abgetragen. Dabei entdeckten Handwerker den Keller als einzig noch im 21. Jahrhundert erhalten gebliebener Raum der ehemaligen Burg. Oberhalb des Kellers entstand im 19. Jahrhundert Garten mit ein Gartenhaus. Der früheste Nachweis dieser Bebauung ist eine Postkarte aus dem Jahr 1927, die dem Heimatverein Trebbin vorliegt. Darauf ist ein ein- bis zweigeschossiger Holzbau mit Dachreiter und geschweifter Haube zu sehen, der in seinem Stil an Schweizer Chaletes erinnert. Im Nordwesten befand sich eine kleine Treppe, die den Zugang ermöglichte. Im Südosten hatten Handwerker ein Fundament aus Ziegel- und Feldsteinen errichtet, auf dem eine Holzveranda stand. Der Keller wurde weiterhin genutzt und mit einer Holztür verschlossen. Vermutlich Anfang des 20. Jahrhunderts errichteten Handwerker eine Stützmauer für den Raum K 0.02 sowie vermutlich in der Mitte des 20. Jahrhunderts die Trennung in zwei Räume, die im Jahr 2017 noch besteht. Dabei wurde auch der Estrich verlegt.
1957 wurde der Hügel der ehemaligen Burg als Bodendenkmal unter Schutz gestellt; 1995 der Keller als Einzeldenkmal aufgenommen. Zwischen 1993 und 1996 führten die Last des Gartenhauses zum Einsturz der Kellerdecke. Mitursächlich war ein Pfeiler, der von der Veranda durch ein Lüftungsloch in den Keller führte. Nach 1996 trugen Handwerker das Gartenhaus ab und reparierten den Keller. Bei den anschließenden Ausgrabungen am östlichen Hang des Hügels fanden Experten neben dem Kellergewölbe auch slawische und mittelalterliche Keramik. Mit der Ausgrabung erhofften sich die Experten Aufschlüsse über die ursprüngliche Ausformung des Walls. Die insgesamt drei Sondagen ergaben Tonscherben aus dem 13. und 14. Jahrhundert, die zu Gefäßen mit Kugelböden gehörten. Die fein geschlämmten Gebrauchsgegenstände waren vergleichsweise dünn hergestellt. Die Fundstücke aus dem 17. bis zur ersten Hälfte des 19. Jahrhunderts waren Irdengut mit einer gelben oder braunen Glasur. Da neuzeitliche Keramik fehlte, geht der Heimatverein davon aus, dass das Gelände ab der zweiten Hälfte des 19. Jahrhunderts nicht mehr als Wohnort diente. Vermutlich wurde der einstige Burggraben mit Bauschutt verschlossen, der unter anderem aus dem abgetragenen Amtshaus stammte. Nach dem Abschluss der Sondagen erhielt der Zugang zum Keller eine Holzkonstruktion, die mit Dachpappe abgedeckt wurde.

## Baubeschreibung
Der Keller besteht aus einem Treppenabgang, der im 21. Jahrhundert aus Sicherheitsgründen mit einem Eisengitter verschlossen ist. Über den Abgang gelangt der Besucher in den großen Kellerraum K 0.01. Durch eine weitere Tür ist der Zugang zu einem zweiten Kellerraum, K 0.02, möglich. Beide Räume waren ursprünglich nicht getrennt und zusammen 7,58 Meter lang und 5,24 Meter breit. Der Durchgang entstand zu einem späteren Zeitpunkt, als Handwerker eine Wand aus Mauersteinen errichteten. Der Boden im großen Kellerraum ist gestampft; im nördlichen Bereich ist ein Belag aus Ziegelsteinen verlegt. Im kleineren Raum ist ein Zementestrich eingebracht worden. Die Wände bestehen im unteren Bereich aus Feldsteinen, darüber aus Mauerstein. Auf Grund des schlechten Gesamtzustandes des Kellers ist er im Jahr 2017 für die Öffentlichkeit nicht zugänglich.